# Рандал (окръг, Тексас)
Окръг Рандал (на английски: Randall County) е окръг в щата Тексас, Съединени американски щати. Площта му е 2388 km², а населението - 104 312 души (2000). Административен център е град Кениън.